# Olivier etc.
Olivier etc. is een Nederlandse film uit 2007. De regisseur Burger is oorspronkelijk een producent, maar wilde een poging wagen om de regie te voeren. De film werd vertoond in tien zalen. De gedachtegang achter de film is dat ieder mens moet durven te leven.

## Verhaal
Hoofdpersoon in de film is Oliver die geboren is met één hartkamer. Hierdoor is er een levensverwachting van niet meer dan 30 jaar. Oliver probeert in de korte tijd die hij heeft er het beste van te maken. Als zich opeens een mogelijkheid aandient om een kunsthart in te brengen, en de operatie ook daadwerkelijk lukt, dreigt zijn leven een andere wending te nemen: die van de ouderdom, die een zwarte keerzijde lijkt te worden.

## Rolverdeling
- Dragan Bakema - Olivier
- Maria Kraakman - Carola
- Hans Dagelet - Vader
- Olga Zuiderhoek
- Joop Admiraal

## Trivia
- Dit was Joop Admiraals laatste film voor zijn overlijden.